# Hyastenus aries
Hyastenus aries is een krabbensoort uit de familie van de Epialtidae. De wetenschappelijke naam van de soort is voor het eerst geldig gepubliceerd in 1825 door Latreille.